# إليزابيث فارنزورث
إليزابيث فارنزورث (بالإنجليزية: Elizabeth Farnsworth) هي صحفية أمريكية، ولدت في 1943.

## وصلات خارجية
- إليزابيث فارنزورث على موقع إن إن دي بي (الإنجليزية)